# Speed Racer (film)
Pour plus de détails, voir Fiche technique et Distribution.
Speed Racer est un film d'action australo-germano-américain écrit et réalisé par les Wachowski, sorti en 2008. Il s’agit de l’adaptation du manga homonyme de Tatsuo Yoshida dans les années 1960.

## Synopsis
Speed Racer est un jeune prodige de la course automobile, né pour la course au sein d'une famille de pilotes. Or, lorsqu'il défie M. Royalton, président-directeur général corrompu des Industries Royalton, le jeune homme découvre que tout n'est pas rose dans le sport qu'il adore.
Peu de temps après, la famille Racer est contactée par l'Inspecteur Détecteur et l'énigmatique pilote masqué Racer X, qui demandent que Speed collabore avec les autorités afin de piéger Royalton et mettre au jour la corruption du monde automobile. Leur proposition : participer au Crucible, dangereux rallye automobile qui a par ailleurs coûté la vie au frère aîné de Speed, Rex.

## Fiche technique
- Titre original : Speed Racer
- Réalisation et scénario : Les Wachowski, d’après le manga homonyme de Tatsuo Yoshida
- Décors : Owen Paterson
- Photographie : David Tattersall
- Montage : Zach Staenberg et Roger Barton
- Musique : Michael Giacchino
- Production : Joel Silver, Grant Hill et Les Wachowski
- Sociétés de production : Silver Pictures, Village Roadshow Productions, Silver Pictures, avec la participation de Anarchos Productions, Velocity Productions, Sechste Babelsberg Film
- Société de distribution : Warner Bros.
- Pays :  États-Unis,  Australie,  Allemagne et  Japon
- Format : couleur, 35 mm
- Genre : Action, aventure et science-fiction
- Durée : 135 minutes
- Dates de sortie[1] :
  - Canada, États-Unis : 9 mai 2008
  - France : 18 juin 2008
- Classification :
  - États-Unis : PG Rated PG for sequences of action, some violence, language and brief smoking
  - France : Tous Publics

## Distribution
- Emile Hirsch (VF : Alexis Tomassian ; VQ : Philippe Martin) : Speed Racer
  - Nicholas Elia : Speed Racer, jeune
- John Goodman (VF : Jacques Frantz ; VQ : Yves Corbeil) : Pops Racer
- Susan Sarandon (VF : Béatrice Delfe ; VQ : Claudine Chatel) : Maman Racer
- Christina Ricci (VF : Céline Mauge ; VQ : Catherine Proulx-Lemay): Trixie
  - Ariel Winter : Trixie, jeune
- Paulie Litt (VF : Valentin Maupin ; VQ : Alexandre Bacon) : Spritle Racer
- Matthew Fox (VF : Xavier Fagnon) : Racer X
- Nayo Wallace : Minx
- Hiroyuki Sanada (VQ : Denis Mercier) : M. Musha
- Rain (VF : Nessym Guetat) : Taejo Togokahn
- Yu Nan : Horuko Togokahn
- Moritz Bleibtreu : Grey Ghost
- Richard Roundtree (VF : Paul Borne ; VQ : Marc-André Bélanger) : Ben Burns
- Benno Fürmann (VF : Alexis Victor) : Inspector Detector
- Scott Porter (VF : Mathias Kozlowski ; VQ : Alexandre Fortin) : Rex Racer
- Roger Allam (VF : Philippe Catoire ; VQ : Yves Soutière) : M. Royalton
- Kick Gurry (VF : Emmanuel Karsen ; VQ : Patrick Chouinard) : Sparky
- Melvil Poupaud : le commentateur
- Christian Oliver (VQ : Jean-François Beaupré) : Snake Oiler
- Milka Duno : Gearbox
- Cosma Shiva Hagen : Gennie
- Peter Fernandez : le commentateur (caméo)

Sources : doublage, voxofilm et RSDoublage

## Production

### Développement

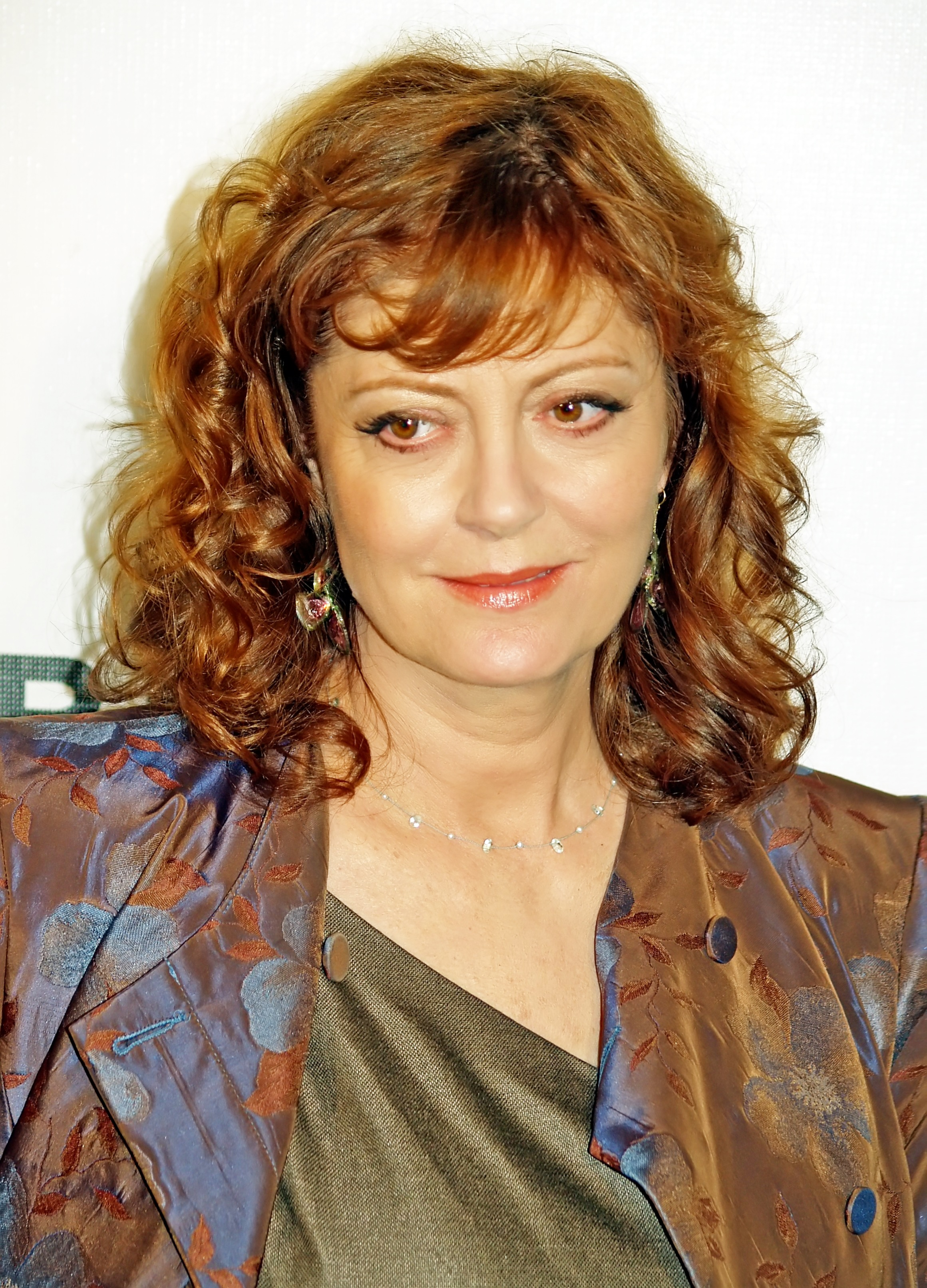
L'actrice Susan Sarandon à la première du film au Tribeca Film Festival 2008.

Dès 1992, Warner Bros. prend une option sur les droits d'adaptation, en vue de produire un film avec Silver Pictures. Beaucoup d'acteurs et de réalisateurs se succèdent sur le projet. Johnny Depp y sera un temps attaché, mais il demande à repousser le tournage pour des raisons personnelles. Le réalisateur Julien Temple quitte alors le projet. Gus Van Sant est alors envisagé pour le remplacer. En décembre 1997, c'est au tour d'Alfonso Cuarón. Marc Levin, Jennifer Flackett, J. J. Abrams ou encore Patrick Read Johnson se sont quant à eux succédé pour plusieurs réécritures du script.
En septembre 2000, la productrice Lauren Shuler Donner charge le réalisateur-scénariste Hype Williams de relancer le projet. En 2001, le studio charge Christian Gudegast et Paul Scheuring d'écrire un nouveau scénario. Le projet stagne cependant jusqu'en 2004 lorsque Vince Vaughn tente de le produire tout en voulant tenir le rôle de Racer X.
En octobre 2006, pour écrire et réaliser le film, le studio choisit les Wachowski qui retrouvent le producteur Joel Silver, après la trilogie Matrix et V pour Vendetta.

### Attribution des rôles
En octobre 1994, le rôle de Racer X est proposé à Henry Rollins. En 1995, Johnny Depp se voit proposer celui de Speed Racer.
Le rôle de Racer X avait été proposé à Keanu Reeves, acteur vedette de la saga Matrix, qui l'a refusé.

### Tournage
Le film a été tourné en soixante jours.
Le tournage a eu lieu principalement en Allemagne : au Studios de Babelsberg à Potsdam ainsi que dans le quartier de Berlin-Kreuzberg.

### Réception
Le film est un échec au box-office et reçoit un accueil critique mitigé.
Dans Speed Racer : les Wachowski à la lumière de la vitesse (2021), Julien Abadie réhabilite Speed Racer (qui avait rapporté 94 millions de dollars et fait 111 000 entrées en France) et le considère comme le « film charnière » dans l’œuvre des Wachowski,.

### Musique
| 1.    | I Am Speed                     | 0:37 |
| 2.    | World's Best Autopia           | 1:14 |
| 3.    | Thunderhead                    | 3:07 |
| 4.    | Tragic Story of Rex Racer      | 4:49 |
| 5.    | Vroom and Board                | 3:38 |
| 6.    | World's Worst Road Rage        | 2:41 |
| 7.    | Racing's in Our Blood          | 1:52 |
| 8.    | True Heart of Racing           | 4:05 |
| 9.    | Casa Cristo                    | 4:02 |
| 10.   | End of the First Leg           | 2:20 |
| 11.   | Taejo Turns Trixie             | 1:37 |
| 12.   | Bumper to Bumper, Rail to Rail | 3:07 |
| 13.   | The Maltese Ice Cave           | 2:04 |
| 14.   | Go Speed, Go!                  | 1:24 |
| 15.   | He Ain't Heavy                 | 1:45 |
| 16.   | 32 Hours                       | 3:49 |
| 17.   | Grand Ol' Prix                 | 6:13 |
| 18.   | Reboot                         | 3:08 |
| 19.   | Let Us Drink Milk              | 4:33 |
| 20.   | Speed Racer                    | 4:21 |
| 60:26 |                                |      |